# Miasta Tajlandii
Tajlandia dzieli swoje miejscowości gminne (thesaban) na trzy kategorie:
- duże miasta (thesaban nakhon),
- miasta (thesaban mueang),
- miasteczka (thesaban tambon).

Według danych oficjalnych pochodzących z 2010 roku Tajlandia posiadała ponad 30 dużych miast o ludności przekraczającej 50 tys. mieszkańców. Stolica kraju Bangkok jako jedyne miasto liczyło ponad 5 milionów mieszkańców; 11 miast z ludnością 100÷500 tys.; 19 miast z ludnością 50÷100 tys. oraz reszta miast poniżej 50 tys. mieszkańców.

## Największe miasta w Tajlandii
Największe miasta w Tajlandii według liczebności mieszkańców (stan na 31.12.2019):
| L.p. | Miasto                               | Prowincja         | Liczba ludności |
| ---- | ------------------------------------ | ----------------- | --------------- |
| 1.   | Bangkok (กรุงเทพมหานคร)               | miasto Bangkok    | 5 666 264       |
| 2.   | Nonthaburi (นนทบุรี)                   | Nonthaburi        | 254 375         |
| 3.   | Pak Kret (ปากเกร็ด)                   | Nonthaburi        | 190 272         |
| 4.   | Hat Yai (หาดใหญ่)                     | Songkhla          | 156 802         |
| 5.   | Chaophraya Surasak (เจ้าพระยาสุรศักดิ์)   | Chonburi          | 143 024         |
| 6.   | Surat Thani (สุราษฎร์ธานี)              | Surat Thani       | 132 040         |
| 7.   | Udon Thani (อุดรธานี)                  | Udon Thani        | 130 531         |
| 8.   | Chiang Mai (เชียงใหม่)                 | Chiang Mai        | 127 240         |
| 9.   | Nakhon Ratchasima (โคราช (นครราชสีมา) | Nakhon Ratchasima | 126 391         |
| 10.  | Pattaya (พัทยา)                       | Chonburi          | 119,532         |

## Alfabetyczna lista miast w Tajlandii
(w nawiasie nazwa oryginalna w języku tajskim, czcionką pogrubioną wydzielono miasta powyżej 1 mln)
- Ayutthaya (พระนครศรีอยุธยา)
- Bangkok (กรุงเทพมหานคร)
- Chiang Mai (เชียงใหม่)
- Chiang Rai (เชียงราย)
- Hat Yai (หาดใหญ่)
- Khon Kaen (ขอนแก่น)
- Ko Samui (เกาะสมุย)
- Laem Chabang (แหลมฉบัง)
- Lampang (ลำปาง)
- Mae Sot (แม่สอด)
- Nakhon Pathom (นครปฐม)
- Nakhon Ratchasima (โคราช (นครราชสีมา))
- Nakhon Sawan (นครสวรรค์)
- Nakhon Si Thammarat (นครศรีธรรมราช)
- Nonthaburi (นนทบุรี)
- Om Noi (อ้อมน้อย)
- Pak Kret (ปากเกร็ด)
- Pattaya (พัทยา)
- Phitsanulok (พิษณุโลก)
- Phuket (ภูเก็ต)
- Rangsit (รังสิต)
- Rayong (ระยอง)
- Sakon Nakhon (สกลนคร)
- Samut Prakan (สมุทรปราการ)
- Samut Sakhon (สมุทรสาคร)
- Songkhla (สงขลา)
- Surat Thani (สุราษฎร์ธานี)
- Trang (ตรัง)
- Ubon Ratchathani (อุบลราชธานี)
- Udon Thani (อุดรธานี)
- Yala (ยะลา)